# Grito
Grito (deutsch Schrei) ist ein Lied der portugiesischen Sängerin und Songwriterin Iolanda. Mit dem Titel vertrat sie Portugal beim Eurovision Song Contest 2024.

## Hintergrund
Das Lied wurde von Iolanda gemeinsam mit dem Produzenten Alberto „Luar“ Hernández geschrieben und produziert. Es erschien am 18. Januar 2024 als Teil der 20 Songs des offiziellen Albums zum Festival da Canção 2024 und darüber hinaus als Single bei Universal Music Portugal. Mit dem Song konnte Iolanda dann das Festival gewinnen und für Portugal am ESC teilnehmen. Iolanda sagte in einem Interview mit That Eurovision Site, dass sie den Song schrieb, nachdem sie vom Fernsehsender RTP eingeladen wurde, am Festival da Canção 2024 teilzunehmen, sie beschrieb es als 'a scream of self defense and trusting in yourself', einen "Schrei der Selbstverteidigung und des Selbstvertrauens".

## Musikvideo
Das offizielle Musikvideo wurde auf dem Eurovision Song Contest YouTube-Kanal am 10. März des Jahres vorgestellt und zeigt Iolandas Auftritt beim Festival da Canção.

## Beim Eurovision Song Contest
Bei der Auslosung am 30. Januar 2024 für das Semifinale des Eurovision Song Contest 2024 in der Malmö Arena in Malmö, Schweden wurde ihm die zweite Hälfte im ersten Halbfinale am 7. Mai zugelost. Am 26. März 2024 wurde ihm dort der 14. Startplatz zugeteilt. Er konnte sich auf dem 8. Platz mit 58 Punkten für das Finale qualifizieren und trat dort auf dem 18. Startplatz an. Er erreichte den 10. Platz mit insgesamt 152 Punkten. Davon entfielen 139 Punkte auf die Jurys, wo der Titel auf dem 7. Platz lag, und 13 Punkte auf die Zuschauer, wo er den 20. Platz belegte.

## Chartplatzierungen
| ChartsChartplatzierungen | Höchstplatzierung | Wochen |
| ------------------------ | ----------------- | ------ |
| Portugal (AFP)           | 48 (2 Wo.)        | 2      |